# Арималла
Арималла или Арималладэва или Аридева (непальск. अरी मल्ल, годы правления 1200—1216) — Махараджидха раджа Непала, первый царь из неварской династии Малла.

## Происхождение
Согласно преданию род Арималла происходил от раджпутов из Кушинагара (Индия). Слово «Малла» в переводе с санскрита означало «борец», что указывает на человека большой силы и власти. По одному из преданий Аридева был лучшим борцом в Непале, а полученное им прозвище «Малла» — «борец» — стало наследственным для многих его потомков представителей королевского дома. По другой легенде, в 1200 году царь Аридева занимался борьбой, когда ему сообщили о рождении сына. Обрадованный царь немедленно пожаловал сына титулом «малла» — «борец». Таким образом якобы было положено начало династии Малла. Так или иначе практика принятия таких имен правителей в Непале продолжалась регулярно до восемнадцатого века.

## История
Изначально столица царства Маллов находилась в Кушавати. В результате многолетних конфликтов Малла были вытеснены из Индии. После этого Малла правили в княжестве Гандаки и постоянно вели войны с обитателями долины Катманду. В начале XIII века Большая долина стала единым крупным княжеством под управлением династии Малла, а первым раджей долины был Арималладэва.
Время правления Малла носит название «Золотая Эра» оставившей наиболее заметный след в истории Непала обилием сохранившихся по сей день великолепных архитектурных памятников. Дворцовые площади в Катманду, Патане и Бактапуре на 90 % были построены именно этот период.
Длительный период правления династии Малла превратил долину Катманду в политической, культурной и экономической центр Непала. Другие районы Непала в этот период были присоединены к долине Катманду.